# 陶德·李柏曼
陶德·達倫·李柏曼（英語：Todd Darren Lieberman，1973年2月20日—）是一名美國男影視製片人，於2002年時與大衛·霍伯曼一同創辦了曼德維爾影視公司。此外，他也曾擔任過《神鬼叛諜》（2008年）、《愛情限時簽》（2009年）、《燃燒鬥魂》（2010年）、《布偶歷險記》（2011年）、《殭屍哪有這麼帥》（2013年）及《美女與野獸》（2017年）等多部電影的製片人。

## 早期生活
陶德·達倫·李柏曼（Todd Darren Lieberman）於1973年2月20日出生於美國俄亥俄州的克里夫蘭，並在林德赫斯特和佩珀派克長大。他畢業於霍肯學校。他有著猶太人的血統。李柏曼在俄亥俄州當地的劇團演出，並於1995年搬到洛杉磯。他最早從演藝界出道，接著轉擔任編劇、導演及製片人。他於1995年獲得賓夕法尼亞大學的文學學士學位。此外，他還曾加入賓夕法尼亞大學的面具和假髮俱樂部。

## 事業
李柏曼是製片公司海德公園娛樂（Hyde Park Entertainment）的副總裁，負責管理該公司的國際金融情形。海德公園娛樂專門製作或擔任電影的發行商，出品的電影包含《奪命連線》（2001年）、《終極土匪》（2001年）及《讓愛自由》（2002年）。1999年，大衛·霍伯曼聘請萊柏曼來為曼德維爾影業工作。兩人於2002年重新創辦了一家公司——曼德維爾影視公司，並一同擔任所有者和公司的合作夥伴。2001年，《好萊塢報導》將他列入「35歲以下的35大傑出人物」的名單中。
此外，萊柏曼還曾與霍伯曼一起擔任《神鬼叛諜》（2008年）、《愛情限時簽》（2009年）、《獵殺代理人》（2009年）、《燃燒鬥魂》（2010年）、《布偶歷險記》（2011年）、《殭屍哪有這麼帥》（2013年）、《醉後大學生》（2013年）、《布偶歷險記：全面追緝》（2014年）、《海倫娜之路》（2016年）、《美女與野獸》（2017年）、《奇蹟男孩》（2017年）、《你是我的勇氣》（2017年）《滅絕》（2018年）、《熱氣球飛行家》（2022年）及《闪婚》（2022年）等片的製片人。

## 私人生活
李柏曼的妻子為前電影製片人海瑟·茲根（Heather Zeegen），兩人育有兩個兒子。他為一個無黨派的反貪污組織Represent.Us服務。

## 榮譽
| 年份   | 獎項                     | 類別         | 獲提名電影                                                                  | 結果 | 來源   |
| ------ | ------------------------ | ------------ | --------------------------------------------------------------------------- | ---- | ------ |
| 2008年 | 第9屆黑膠卷獎            | 最佳影片     | 《神鬼叛諜》（與唐·奇鐸、傑佛瑞·西佛及大衛·霍伯曼共享）                     | 提名 | [ 25 ] |
| 2010年 | 第83屆奧斯卡金像獎       | 最佳影片     | 《燃燒鬥魂》（與大衛·霍伯曼及馬克·華伯格共享）                              | 提名 | [ 26 ] |
| 2011年 | 2010年美國電影學會獎     | 年度最佳電影 | 《燃燒鬥魂》（與大衛·霍伯曼及馬克·華伯格共享）                              | 獲獎 | [ 27 ] |
| 2011年 | 第22屆美國製片人協會獎   | 最佳電影     | 《燃燒鬥魂》（與大衛·霍伯曼及馬克·華伯格共享）                              | 提名 | [ 28 ] |
| 2014年 | 2014年英國電影學院兒童獎 | 最佳劇情長片 | 《布偶歷險記：全面追緝》（與詹姆斯·波賓、大衛·霍伯曼及尼可拉斯·史托勒共享） | 提名 | [ 29 ] |

## 外部連結
- 陶德·李柏曼在互联网电影资料库（IMDb）上的資料（英文）